# Produit intérieur brut réel
Le produit intérieur brut réel, ou produit intérieur brut en volume, est une mesure du produit intérieur brut (PIB) « en volume », c'est-à-dire mesuré à prix constants. Les évolutions du PIB liées à la variation des prix (inflation ou baisse des prix) sont ainsi neutralisées, ce qui permet une mesure de la croissance économique. 
Le taux de croissance du PIB réel est appelé taux de croissance économique.
Il permet de calculer le déflateur du PIB (égal au rapport entre le PIB nominal et le PIB réel), une des mesures de l'inflation.
Le PIB réel d'une année {\displaystyle t_{0}+t} est calculé à partir des prix en vigueur au cours d'une année de référence {\displaystyle t_{0}}, et des volumes de l'année {\displaystyle t_{0}+t}.